# Гарисон (Монтана)
Гарисон (енгл. Garrison) насељено је место без административног статуса у америчкој савезној држави Монтана.

## Демографија
По попису из 2010. године број становника је 96, што је 16 (-14,3%) становника мање него 2000. године.
| Група             | 2000.       | 2010.      |
| Белци             | 101 (90,2%) | 87 (90,6%) |
| Афроамериканци    | 0 (0,0%)    | 0 (0,0%)   |
| Азијати           | 0 (0,0%)    | 0 (0,0%)   |
| Хиспаноамериканци | 2 (1,8%)    | 1 (1,0%)   |
| Укупно            | 112         | 96         |